# Sportpark Kurfürstendamm
Der Sportpark Kurfürstendamm bestand von 1897 bis 1903 in der damals noch selbstständigen und heute zu Berlin gehörenden Stadt Charlottenburg in der Nähe des Kurfürstendamms. Er umfasste eine Radrennbahn sowie mit dem Athletik-Sportplatz den ersten abgeschlossenen Fußballplatz im Raum Berlin. Auf diesem Platz fand 1899 das erste Fußball-Länderspiel in Deutschland statt.

## Lage

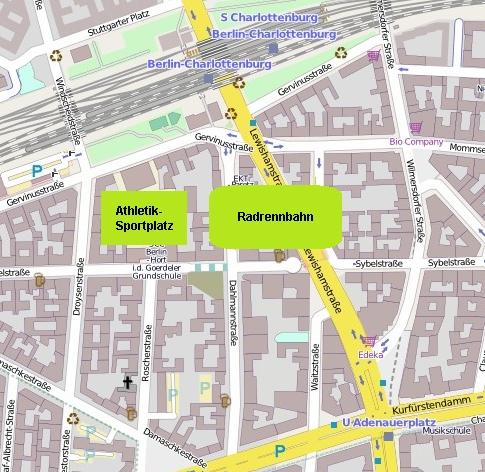
Frühere Lage des Sportparks

Der Sportpark am Kurfürstendamm lag am südlichen Rand der Stadt Charlottenburg und wurde von der Wilmersdorfer Straße, der Sybelstraße, der Droysenstraße und der Mommsenstraße umschlossen. Auf dem östlichen Teil des Geländes lag die Radrennbahn und westlich davon der Athletik-Sportplatz.

## Radrennbahn
Der Verein für Velociped-Wettfahrten eröffnete am 16. Mai 1897 die Radrennbahn am Kurfürstendamm. Der Haupteingang befand sich an der Westseite der Wilmersdorfer Straße. Die unüberdachte Anlage besaß eine 500 Meter lange und vier Meter breite Betonbahn, fasste bis zu 10.000 Zuschauer und war besonders gut für Fliegerrennen geeignet. Willy Arend, der 1897 in Glasgow als erster Deutscher einen Weltmeistertitel im Radfahren gewonnen hatte, kassierte 1898 auf der Radrennbahn am Kurfürstendamm im „Großen Preis von Deutschland“ eine Siegprämie von 8000 Mark. Im September 1898 organisierte der Berliner Radrennverein auf der Radrennbahn am Kurfürstendamm das erste internationale Damenrennen auf deutschem Boden, das trotz hoher Eintrittspreise gut besucht war. 1899 wurde auf der Bahn ein Viertagerennen ausgetragen.

## Athletik-Sportplatz
Der Athletik-Sportplatz war der erste für den Fußball angelegte Sportplatz im Raum Berlin. Er wurde von dem in Berlin lebenden schottische Fotografen und Journalisten Andrew Pitcairn-Knowles errichtet, der unter anderem Herausgeber der Zeitschrift Sport im Wort war. Der Platz war eingezäunt und nur gegen Eintrittsgeld zugänglich. Er besaß, für die damalige Zeit noch ungewöhnlich, einen Rasenbelag, eine überdachte Tribüne für mehrere hundert Zuschauer sowie feste Tore mit Tornetzen.
Am 23. November 1899 wurde der Athletik-Sportplatz mit dem ersten Spiel einer englischen Auswahlmannschaft auf dem europäischen Festland eingeweiht. Die Engländer besiegten vor etwa 1500 Zuschauern eine deutsche Auswahl mit 13:2. Am folgenden Tag fand vor 512 Zuschauern ein zweites Spiel zwischen den beiden Mannschaften statt, das die Engländer mit 10:2 gewannen. Beide Spiele waren von dem deutschen Fußballpionier Walther Bensemann organisiert worden. Da 1899 in Deutschland noch kein reichsweiter Fußballverband existierte, werden sie heute vom DFB nicht als offizielle Länderspiele gewertet, sondern als Ur-Länderspiele bezeichnet.

Plakat für die beiden Länderspiele gegen England
Ansicht mit Blick auf die Radrennbahn
Ansicht mit Blick auf die Tribüne
BFC Preussen gegen Richmond AFC am 15. April 1900
Plakat für die Gastspiele des Richmond AFC
Einweihung der Radrennbahn am 16. Mai 1897

In der Folgezeit wurde der Athletik-Sportplatz von Pitcairn-Knowles dem Berliner Fußballverein BFC Preussen als feste Spielstätte kostenlos zur Verfügung gestellt. An Pitcairn-Knowles flossen allerdings alle Eintrittsgelder für die Heimspiele des Clubs. In seinem ersten Spiel auf dem Athletik-Sportplatz besiegte am 26. Dezember 1899 der BFC Preussen den DFC Prag mit 4:2. Im April 1900 trat der englische Amateurligist Richmond AFC auf dem Athletik-Sportplatz an. Am 14. April besiegte Richmond eine deutsche Studentenauswahl mit 11:1, am 15. April den BFC Preussen mit 7:2 und am 16. April eine Berliner Verbandsauswahl mit 3:1. Im März 1901 gelang dem BFC Preussen mit 8:3 über die Surrey Wanderers der erste Sieg einer deutschen Mannschaft über einen Club aus England.
Am 25. Mai 1902 fand auf dem Athletik-Sportplatz das Endspiel um die Berliner Meisterschaft statt. Der BTuFC Viktoria 1889 besiegte darin den BTuFC Britannia 1892 mit 5:1.
Im Jahr 1903 wurde der gesamte Sportpark geschlossen. In den folgenden Jahren wurde das gesamte Gelände dicht mit Mietshäusern überbaut.